# 3:47 EST
『クラトゥ』（原題: 3:47 EST）は、1976年8月に「Daffodil Records」とキャピトル・レコードからリリースされたカナディアン・プログレッシブ・ロック・バンド、クラトゥのファースト・アルバム。プロデュースはテリー・ブラウンが担当。本国では『3:47 EST』として発売され、アメリカをはじめその他の国でのリリース時にはアルバム・タイトルが『Klaatu』に変更されている。ビートルズ・サウンドに似通ったサイケデリック・ロック的要素が多く、『サージェント・ペパーズ・ロンリー・ハーツ・クラブ・バンド』や『マジカル・ミステリー・ツアー』のようなボーカル・エフェクトや使用楽器、メンバーが公表されていなかったことなどから、ビートルズのメンバーによる覆面バンドではないかという憶測が流れ、各種音楽メディアでは半ば真剣にそう思われていた時期もあった。その噂のお陰で、アルバムのリリース時にはクラトゥ側の策略ではなく注目され売り上げを伸ばすことになったアルバム。
クラトゥで最も有名になった曲「星空への旅立ち (コーリング・オキュパンツ)」は、翌年1977年にカーペンターズがリリースしたアルバム『パッセージ』でカバーされた。
このアルバムは、DUN - アルカンジェロ (Arcangelo) から、2009年12月18日にリマスター+リイシュー版の紙ジャケット仕様（ARC-7322）として再発された。

## 収録曲
| #  | タイトル                                                                                    | 作詞・作曲                              | 時間 |
| -- | ------------------------------------------------------------------------------------------- | --------------------------------------- | ---- |
| 1. | 「星空への旅立ち (コーリング・オキュパンツ) - "Calling Occupants of Interplanetary Craft"」 | ジョン・ウォロシャク/テリー・ドレーパー | 7:10 |
| 2. | 「カリフォルニア・ジャム - "California Jam"」                                               | ウォロシャク/ディノ・トーム (Dino Tome) | 3:03 |
| 3. | 「天王星の彼方 - "Anus of Uranus"」                                                         | ディー・ロング                          | 3:18 |
| 4. | 「謎の宇宙船 - "Sub-Rosa Subway"」                                                          | ウォロシャク/トーム                     | 4:34 |
| 5. | 「トゥルー・ライフ・ヒーロー - "True Life Hero"」                                           | ロング                                  | 3:24 |
| 6. | 「ドクター・マルヴェロ - "Doctor Marvello"」                                                | ウォロシャク                            | 3:34 |
| 7. | 「サー・ボズワース・ラグルスビー 3世 - "Sir Bodsworth Rugglesby III"」                      | ウォロシャク                            | 3:26 |
| 8. | 「リトル・ニュートリノ - "Little Neutrino"」                                                | ロング                                  | 8:07 |

## パーソネル
このアルバムの初回プレス盤やほとんどの再販盤には、バンド・メンバーの名前が記載されていない。
- ジョン・ウォロシャク (John Woloschuk) - ボーカル、ピアノ、オルガン、メロトロン、アコースティック・ギター、ベース、シンセサイザー、パーカッション
- ディー・ロング (Dee Long) - ボーカル、アコースティック・ギター、エレクトリック・ギター、エレクトリック・シタール、シンセサイザー、ウクレレ、メロトロン
- テリー・ドレーパー (Terry Draper) - ドラム、パーカッション、ティンパニ、ボーカル

### 参加ミュージシャン
- ダグ・ライリー (Doug Riley) - ストリングス、木管楽器、シロフォン on "Sir Bodsworth Rugglesby III"
- ヴァーン・ドージ (Vern Dorge) - チャイム on "Sub Rosa Subway"
- ブルース・キャシディ (Bruce Cassidy) - トランペット on "Doctor Marvello"
- デイヴ・ケネディ (Dave Kennedy) - ギター on "California Jam"
- レイモンド・ガッシ (Raymond Gassi) - バック・ボーカル on "California Jam"

### スタッフ
- テリー・ブラウン (Terry Brown) - プロデュース